# Rudolf Vaupel
Rudolf Vaupel (* 10. Januar 1894 in Kassel; † 18. Juni 1945 in Marburg) war ein deutscher Historiker und preußischer Archivdirektor.

## Leben und Werk
Vaupel wurde als Sohn eines Eisenbahnobersekretärs geboren. Er machte 1912 das Abitur am Wilhelmsgymnasium Kassel und studierte anschließend Geschichte und Germanistik in Marburg und Berlin. Er wurde als Student Mitglied der christlichen Wingolfsverbindungen in Marburg und Charlottenburg. 1919 wurde er bei Edmund E. Stengel mit einer Dissertation über die Chartulare des Klosters Fulda in Marburg promoviert.
Nach der Staatsprüfung für den Höheren Dienst 1920 erfolgte die Abordnung an das Reichsarchiv in Potsdam, wo er 1923 zum Staatsarchivrat ernannt wurde. Ab 1928 diente er im Brandenburg-Preußischen Hausarchiv in Berlin-Charlottenburg, zu dessen Leiter man ihn im April 1929 ernannte. Vaupel wurde 1933 als Direktor an das Staatsarchiv in Wiesbaden berufen.
Von 1938 bis 1945 war er Leiter des Hessischen Staatsarchivs Marburg. 1939 erhielt er einen Lehrauftrag an der Philipps-Universität Marburg und wurde dort 1943 zum Honorarprofessor ernannt. 1944 wurde er Lehrbeauftragter an der Marburger Abteilung des Instituts für Archivwissenschaft und geschichtswissenschaftliche Fortbildung, Berlin-Dahlem. Von 1939 bis zu seinem Tod gehörte er der Historischen Kommission für Hessen an sowie von 1935 an der Historischen Kommission für Nassau, deren Vorsitzender er von September 1936 bis August 1938 war. 
Nach dem plötzlichen Ableben Vaupels setzte die amerikanische Militärregierung, die unmittelbar mit Kriegsende im Staatsarchiv den Marburg Central Collecting Point eingerichtet hatte, zwischenzeitlich den Archivrat Ewald Gutbier als Leiter ein. Diesem folgte 1946 Ludwig Dehio, mit dem Vaupel bereits seit der gemeinsamen Ausbildung in Berlin eine kollegiale Freundschaft verband.

## Schriften
- Die ältesten Chartulare des Klosters Fulda, Marburg 1919.
- Stimmen aus der Zeit der Erniedrigung, Drei Masken Verlag, München 1923.
- Die Reorganisation des Preußischen Staates unter Stein und Hardenberg. Teil 2: Das preußische Heer vom Tilsiter Frieden bis zur Befreiung 1807–1814, Hirzel, Leipzig 1931–1938.
- Nassauische Lebensbilder. Bd. 1 und 2 (in einem Band). Fotomechanischer Nachdruck der Ausgabe von 1940 bis 1943, Ritter, Wiesbaden 1960.